# Emmanuel Lamy
Pour les articles homonymes, voir Lamy.
Emmanuel Lamy, né le 11 mai 1948 à Saint-Germain-en-Laye et mort le 24 mai 2017 à Suresnes, est un homme politique français.

## Biographie

### Origines et formation
Après avoir fait sa scolarité au collège Marcel-Roby à Saint-Germain-en-Laye, ce fils d'une infirmière et d'un médecin obtient une licence en droit à la faculté de Paris-Assas, puis le diplôme de l'Institut d'études politiques de Paris (section Service public, promotion 1969). Il est ancien élève de l'École nationale d'administration (promotion Simone-Weil, 1974).

### Carrière de haut fonctionnaire
Sorti de l'ENA dans le corps des administrateurs civils, Emmanuel Lamy poursuit dès lors une carrière dans la haute fonction publique : en 1986 conseiller aux cabinets des ministres André Rossinot, ministre des Relations avec le Parlement et Didier Bariani, secrétaire d’État auprès du ministre des Affaires étrangères, de 1993 à 1994 directeur de cabinet d'Alain Carignon, alors ministre de la Communication, puis en 1995 conseiller au cabinet du ministre des Finances Yves Galland.
De 2000 à sa retraite[Quand ?], il est chef de mission au contrôle général économique et financier, pour le ministère des Finances.

### Carrière politique
Alors jeune étudiant, il prend part à Mai 68, mais il s'éloigne du mouvement lorsqu'il estime qu'il se radicalise. Au milieu des années 1970, il s'encarte au Parti radical.
Parallèlement à sa carrière professionnelle, il s'intéresse à la vie politique locale et se présente en 1977 aux élections municipales de Saint-Germain-en-Laye sur une liste divers droite. Lors des élections municipales de 1983, il est membre de l'équipe du maire sortant Michel Péricard et est élu au conseil municipal.
En 1983, il est élu membre du bureau du PR, et est reconduit en 1985. Il quitte le parti en 1988, et adhère au Rassemblement pour la République en 1992.
Il devient maire de Saint-Germain-en-Laye en 1999, à la suite de la mort de Michel Péricard.
Il a aussi été président du Syndicat Intercommunal pour la Construction et la Gestion d’une Piscine, du Syndicat Intercommunal d’Assainissement de la Région de Saint-Germain-en-Laye et du Syndicat intercommunal pour la destruction des résidus urbains.
Il est candidat aux élections législatives de 2002 sous l'étiquette « Divers droite ». Il arrive troisième au premier tour derrière le candidat de l'UMP Pierre Morange et le candidat socialiste Jean Laurent et est éliminé.

### Mort
Il meurt le 24 mai 2017, à l'hôpital Foch de Suresnes, à la suite d'un accident vasculaire cérébral consécutif à une hospitalisation.
Arnaud Péricard, fils de Michel Péricard, lui succède à la mairie de Saint-Germain-en-Laye.

## Distinctions

### Décorations françaises
- Officier de la Légion d'honneur
- Chevalier de l'ordre national du Mérite